# Piper hancei
Piper hancei là một loài thực vật có hoa trong họ Hồ tiêu. Loài này được Maxim. miêu tả khoa học đầu tiên năm 1886.